# بارتوک (پایگاه داده)

نشانواره بارتوک

بارتوک یک پایگاه داده سامانه سازماندهی دانش است که توسط کتابخانه دانشگاه بازل توسعه داده شده است. هدف اصلی آن ضبط سامانه‌های سازماندهی دانش مثل رده‌بندی‌ها، اصطلاح‌نامه و برگه‌دان‌های نمایه‌ای در یک مکان است.